# Asparagus mairei
Asparagus mairei är en sparrisväxtart som beskrevs av Augustin Abel Hector Léveillé. Asparagus mairei ingår i släktet sparrisar, och familjen sparrisväxter. Inga underarter finns listade i Catalogue of Life.